# Josh Sweat
Josh Sweat (Chesapeake, 29 marzo 1997) è un giocatore di football americano statunitense che milita nel ruolo di defensive end per gli Arizona Cardinals della National Football League (NFL).

## Carriera

### Philadelphia Eagles
Sweat fu scelto dai Philadelphia Eagles nel corso del quarto giro (130º assoluto) del Draft NFL 2018. Fu inserito in lista infortunati l'11 dicembre 2018.
Nel 2020, Sweat disputò 14 partite, di cui 3 come titolare, facendo registrare 6 sack, 38 tackle e 3 fumble forzati. Fu inserito in lista infortunati il 26 dicembre 2020.
Il 18 settembre 2021 Sweat firmò un nuovo contratto triennale del valore di 40 milioni di dollari con i Philadelphia Eagles. A fine stagione fu convocato per il suo primo Pro Bowl, sostituendo l'infortunato Nick Bosa, dopo un nuovo primato personale di 7,5 sack.
Nella settimana 13 della stagione 2022 Sweat mise a referto 2 sack nella vittoria sui Tennessee Titans. Nel divisional round dei playoff fece registrare 1,5 sack su Daniel Jones nella netta vittoria per 38-7 sui New York Giants. Il 12 febbraio 2023 partì come titolare nel Super Bowl LVII ma gli Eagles furono sconfitti per 38-35 dai Kansas City Chiefs.
Nella stagione regolare 2024 Sweat fece registrare 41 tackle e 8 sack. Gli Eagles raggiunsero il Super Bowl LIX, dove mise a segno 2,5 sack, 6 placcaggi e 3 quarterback hit nella vittoria per 40-22 sui Chiefs, conquistando il suo primo titolo.

### Arizona Cardinals
Il 10 marzo 2025 Sweat firmó con gli Arizona Cardinals un contatto quadriennale del valore di 76,4 milioni di dollari.

## Palmarès

### Franchigia
- Super Bowl : 1

Philadelphia Eagles: LIX
- National Football Conference Championship: 2

Philadelphia Eagles: 2022, 2024

### Individuale
- Convocazioni al Pro Bowl: 1

2021